# Gable Steveson
Gable Steveson (født 31. maj 2000) er en amerikansk bryder, der konkurrerer i fristil.
Han repræsenterede USA ved sommer-OL 2020 i Tokyo, hvor han tog guld i kategorien 125 kg.